# Варна (лінійний корабель)
«Ва́рна» — 84-гарматний вітрильний лінійний корабель типу «Султан Махмуд» Чорноморського флоту Російської імперії. Названий на честь захоплення російськими військами 29 вересня 1828 року турецької фортеці Варна.

## Опис
Один із восьми вітрильних 84-гарматних лінійних кораблів типу «Султан Махмуд», що будувалися в Миколаєві з 1836 по 1845 рік. Прототипом серії слугував корабель «Силістрія». Кругла корма цих кораблів підвищувала міцність корпусу, в його наборі використовували металеві деталі, а прядив'яні канати замінили на якір-ланцюги. Водотоннажність корабля становила 3790 тонн, довжина між перпендикулярами — 60,15 метра, ширина — 16 метрів, осадка — 7,21 метра.
Озброєння корабля в різні роки становило різну кількість гармат. Так, спочатку озброєння «Варни» складалося з двадцяти шести 36-фунтових довгоствольних гармат і чотирьох 1-пудових єдинорогів на нижній палубі. На верхній палубі розміщувалися тридцять дві 36-фунтові короткоствольні гармати. Ще двадцять 24-фунтових гармат, дві 24-фунтові, шість 18-фунтових, дві 12-фунтові і дві 8-фунтові карронади знаходилися на баці і чвертьпалубі.
У 1853 році склад батареї дещо змінився: з озброєння на баці і чвертьпалубі залишили тільки двадцять 24-фунтових гармат. Станом на 1854 рік озброєння корабля складалося з двадцяти шести 36-фунтових довгоствольних гармат і чотирьох єдинорогів на нижній палубі, тридцяти двох 36-футових короткоствольних гармат на верхній палубі, двадцяти 24-футових гармат на баці і чвертьпалубі, а також шістьох 18-футових короткоствольних гармат на кормі. Екіпаж корабля складав 750 осіб.
Корабель названо на честь захоплення турецької фортеці Варна російською армією за сприяння Чорноморського флоту 29 вересня 1828 року. На лицьовому боці закладної дошки було нанесено гравіювання: «84-пуш. корабель. Закладений у присутності пп. головного командира Чорноморського флоту і портів генерал-ад'ютанта, віцеадмірала і кавалера Лазарєва 1-го, начальника штабу контрадмірала Хрущова, оберінтенданта контрадмірала Дмитрієва і виконуючого посаду начальника корпусу корабельних інженерів підполковника Воробйова», а на звороті: «Будівельник корпусу корабельних інженерів підполковник Воробйов. Жовтня 4 дня 1838 року. Миколаїв».

## Історія
Закладений у Миколаєві на стапелі Миколаївського адміралтейства 4 жовтня 1838 року, головний будівник — інженер-полковник корпусу корабельних інженерів І. Д. Воробйов. Після спуску на воду 26 липня 1842 року перейшов до Севастополя і увійшов до складу Чорноморського флоту Російської імперії.
Під час військової кампанії Російської імперії у 1843 році брав участь у тривалій операції з перекидання військ в нещодавно завойовані укріплення на Кавказі, захоплені під час російсько-турецької війни 1828—1829 роках. У серпні та вересні перебував у складі ескадри, яка перевозила війська 13-ї дивізії з Одеси до Севастополя.
У кампанії 1844, 1845, 1847, 1848, 1849 і 1852 років у складі ескадр кораблів Чорноморського флоту брав участь у практичних плаваннях у Чорному морі. З червня до серпня 1853 року також перебував у складі практичної ескадри в Чорному морі, зокрема 29 червня брав участь у навчальній битві, а під час навчальної атаки флоту на Севастопольський рейд 12 серпня перебував на боці сторони, що обороняється. У кампанію того ж року з 17 вересня по 2 жовтня у складі ескадри віцеадмірала П. С. Нахімова брав участь у перевезенні військ із Севастополя до Сухум-Кале. Так, на кораблі було перевезено 910 солдатів і офіцерів Брестського полку 13-ї дивізії.
Брав участь у Кримській війні. В грудні 1853 року корабель був поставлений в док у Севастопольському порту, а екіпаж корабля на час ремонту приписали до Миколаївської батареї. У січні наступного 1854 року ремонт корабля було завершено, а у квітні того ж року його вивели на рейд біля Інженерної бухти.
11 вересня 1854 року корабель «Варна» серед п'яти застарілих лінійних кораблів і двох фрегатів був затоплений на фарватері біля входу на Севастопольський рейд між Костянтинівською та Олександрівською батареями з метою загородження входу ворожих суден на рейд. Після війни під час розчищення Севастопольської бухти корпус корабля було підірвано.

## Командири
- М. О. Григор'єв (1843—1847);
- С. Г. Алексєєв (1848—1854);
- А. І. Ніконов (1854).